# Jeff Broeckx
Jozef Broeckx, dit Jeff Broeckx, né le 16 août 1943 à Anvers, est un auteur de bande dessinée flamand, connu comme dessinateur de Bessy et sa participation au studio Vandersteen. 

## Biographie
Jozef Broeckx naît le 16 août 1943 à Anvers. Il illustre en parfait autodidacte quelques manuels scolaires, puis il s'oriente vers la bande dessinée. Sa mère Maria De Winter crée avec lui les séries Serge (1964) et la série humoristique Dag et Heidi (nl) (1966), qu'il anime jusqu'en 2010. En 1969, il entre au studio Vandersteen, travaillant notamment sur Bessy jusqu'en 1993. En 1973, il conçoit Sloeber (nl) pour le magazine Tremplin, à nouveau sur base des scénarios écrits par sa mère (traduit par Johnny dans l'hebdomadaire Tremplin). Il dessine la série Les Juniors Bob et Bobette scénarisée par Dirk Nielandt. Extrêmement prolifique, il est très peu connu dans le monde francophone.
En 2018, Broeckx annonce prendre sa retraite.

## Œuvres

### Séries principales

#### Bessy
- 1. Les Pionniers, De Standaard, Anvers, 1991
Scénario : Willy Vandersteen - Dessin : Jeff Broeckx - Couleurs : quadrichromie -  (ISBN 90-02-01969-6)
- 2. Le Secret de Rainy Lake, De Standaard, Anvers, 1992
Scénario : Willy Vandersteen - Dessin : Jeff Broeckx - Couleurs : quadrichromie -  (ISBN 90-02-01981-5)
- 3. La Dernière diligence, De Standaard, Anvers, 1992
Scénario : Marck Meul - Dessin et couleurs : Jeff Broeckx -  (ISBN 90-02-01983-1)
- 4. La piste mystérieuse, De Standaard, Anvers, 1993
Scénario : Marck Meul - Dessin et couleurs : Jeff Broeckx -  (ISBN 90-02-01999-8)
- 5. Le Cheval de fer, De Standaard, Anvers, 1994
Scénario : Marck Meul - Dessin et couleurs : Jeff Broeckx -  (ISBN 90-02-02001-5)
- 6. La Terreur des Robson Rockies, De Standaard, Anvers, 1994
Scénario : Marck Meul - Dessin et couleurs : Jeff Broeckx -  (ISBN 90-02-02011-2)

#### Les P'tits Bob et Bobette(2006-2011)
- 16 titres (dessin) aux éd. De Standaard.
- 1. Joyeux diablotins, De Standaard, Anvers, janvier 2006
Scénario : Urbanus - Dessin : Jeff Broeckx - Couleurs : quadrichromie -  (ISBN 9002021143)
- 2. Charmants bambins, De Standaard, Anvers, janvier 2006
Scénario : Urbanus - Dessin : Jeff Broeckx - Couleurs : quadrichromie -  (ISBN 9002021151)
- 3. Vrais gosses, De Standaard, Anvers, octobre 2006
Scénario : Urbanus - Dessin : Jeff Broeckx - Couleurs : quadrichromie -  (ISBN 900202116X)
- 4. Gribouillis, De Standaard, Anvers, octobre 2007
Scénario : Urbanus - Dessin : Jeff Broeckx - Couleurs : quadrichromie -  (ISBN 9789002021374)
- 5. Graines de héros, De Standaard, Anvers, juin 2007
Scénario : Dirk Nielandt - Dessin : Jeff Broeckx - Couleurs : quadrichromie -  (ISBN 978-90-02-02138-1)
- 6. Bulles de savon, De Standaard, Anvers, octobre 2007
Scénario : Dirk Nielandt, Kris De Saeger - Dessin : Jeff Broeckx - Couleurs : quadrichromie -  (ISBN 978-90-02-02139-8)
- 7. Plaisir de rire, De Standaard, Anvers, janvier 2008
Scénario : Dirk Nielandt, Kris De Saeger - Dessin : Jeff Broeckx - Couleurs : quadrichromie -  (ISBN 978-90-02-02411-5)
- 8. Boum badaboum, De Standaard, Anvers, mai 2008
Scénario : Dirk Nielandt, Kris De Saeger - Dessin : Jeff Broeckx - Couleurs : quadrichromie -  (ISBN 978-90-02-02412-2)
- 9. Vroum, vroum !, De Standaard, Anvers, octobre 2008
Scénario : Dirk Nielandt, Kris De Saeger - Dessin : Jeff Broeckx - Couleurs : quadrichromie -  (ISBN 978-90-02-02413-9)
- 10. Bisou, bisou, De Standaard, Anvers, février 2009
Scénario : Dirk Nielandt, Kris De Saeger - Dessin : Jeff Broeckx - Couleurs : quadrichromie -  (ISBN 978-90-02-02459-7)
- 11. Sprint final, De Standaard, Anvers, mai 2009
Scénario : Dirk Nielandt, Kris De Saeger - Dessin : Jeff Broeckx - Couleurs : quadrichromie -  (ISBN 9789002024603)
- 12. Des hauts et des bas, De Standaard, Anvers, octobre 2009
Scénario : Dirk Nielandt, Kris De Saeger - Dessin : Jeff Broeckx - Couleurs : quadrichromie -  (ISBN 9789002024610)
- 13. Cache-cache, De Standaard, Anvers, février 2010
Scénario : Dirk Nielandt, Kris De Saeger - Dessin : Jeff Broeckx - Couleurs : quadrichromie -  (ISBN 9789002024924)
- 14. Soleil, soleil, De Standaard, Anvers, mai 2010
Scénario : Dirk Nielandt, Kris De Saeger - Dessin : Jeff Broeckx, Dick Heins - Couleurs : Scarlett -  (ISBN 9789002024931)
- 15. Drôles de bêtes, De Standaard, Anvers, novembre 2010
Scénario : Dirk Nielandt, Kris De Saeger - Dessin : Jeff Broeckx - Couleurs : quadrichromie -  (ISBN 9789002024948)
- 16. Le Sport, c'est fun !, De Standaard, Anvers, février 2011
Scénario : Dirk Nielandt, Kris De Saeger - Dessin : Jeff Broeckx, Dick Heins - Couleurs : quadrichromie -  (ISBN 9789002025211)
- HS4. Bonjour Saint-Nicolas, Éditions Standaard, Anvers, 2010
Scénario : Dirk Nielandt - Dessin : Jeff Broeckx - Couleurs : quadrichromie — Contient des coloriages, des jeux, etc.

#### Bob et Bobette (Les Juniors) (2011-2014)
- 8 titres dans la série aux éd. De Standaard et un hors-série en 2016 aux WPG Éditions Belgique (dessin).

### Collectifs
- Flash Back[5], Comic! Events, août 1995
Scénario : collectif - Dessin : collectif dont Jeff Broeckx - Couleurs : noir et blanc,Ce Flash Back a été réalisé en collaboration avec Bédéciné Illzach et édité à l'occasion du 10e festival BD Coxyde (15 juillet au 6 août 1995) à 1 500 exemplaires numérotés à la main. Rares textes et titres des séries en deux langues : français et flamand. D/1995/6941/06. Format à l'italienne.

### Revues

#### Samedi-Jeunesse
| Numéro | Date           | Série        | Titre                | Scénario        | Début (page) | Fin (page) |
| ------ | -------------- | ------------ | -------------------- | --------------- | ------------ | ---------- |
| no 84  | octobre 1964   |              | La Biche blanche     | Maria De Winter | 3            | 46         |
| no 91  | mai 1965       | Serge        | La Tour blanche      | Maria De Winter | 35           | 70         |
| no 94  | août 1965      | Serge        | L'Infirme            | Maria De Winter | 3            | 38         |
| no 129 | juillet 1968   | Dag et Heidi | La Statue blanche    | Maria De Winter | 3            | 38         |
| no 131 | septembre 1968 | Dag et Heidi | L'Île volcanique     | Maria De Winter | 3            | 46         |
| no 136 | février 1969   | Dag et Heidi | Inga                 | Maria De Winter | 3            | 46         |
| no 162 | avril 1971     | Dag et Heidi | La Ville souterraine | Maria De Winter | 43           | 78         |

## Réception

### Prix et distinctions
- 2008
  -  prix Stripvos (nl) pour l'ensemble de sa carrière[2] ;
  -  prix de la mer du Nord, Festival de bande dessinée de Knokke-Heist (nl) à Knokke-Heist[8] ;
  -  prix De Tijd van Toen au Festival de bande dessinée de Middelkerke à Middelkerke pour Les P'tits Bob et Bobette[9].

### Postérité
Le 11 septembre 2010, une fresque murale Les P'tits Bob et Bobette est inaugurée à l'avenue Max Temmerman 11 à Kalmthout. Le design est réalisé par Broeckx et la réalisation est de Paula Setz.

#### Études
- Danny De Laet et Yves Varende, Au-delà du septième art : histoire de la bande dessinée belge, Bruxelles, Ministère des affaires étrangères, du commerce extérieur et de la coopération au développement, coll. « Chroniques belges » (no 322), 1979, 302 p., ill. ; 22 cm (OCLC 301693218, lire en ligne).

#### Livres
: document utilisé comme source pour la rédaction de cet article.
- (nl) « Jeff Broeckx », dans Striptekenaars in Vlaanderen [« Les Dessinateurs de bande dessinée en Flandre »], Anvers, Vlaamse Onafhankelijke Stripgilde, 1982, 132 p., ill. (ISBN 90-70481-15-4, OCLC 902354153, présentation en ligne), p. 20-21.
- (nl) Ronald Grossey (dir.), Jeff Broeckx : tekenaar en zoveel meer [« Jeff Broeckx : Bédéiste et bien plus »], Anvers, Standaard, 1998 (ISBN 90-02-20261-X).
- Patrick Gaumer, « Broeckx, Jeff », dans Dictionnaire mondial de la BD, Paris, Larousse, 2010, 953 p., ill. ; 27 cm (ISBN 9782035843319 et 2-0358-4331-6, OCLC 920924930, présentation en ligne), p. 121-122. .

#### Périodiques
- (nl) Jeff Broeckx (interviewé par Martin Hofman), « De Rode Ridder », Stripspeciaalzaak,‎ 2017 (lire en ligne [PDF], consulté le 22 décembre 2022).